# Michael Artin
Michael Artin (Hamburgo, 28 de junho de 1934) é um matemático estadunidense.
É professor emérito do Departamento de Matemática do Instituto de Tecnologia de Massachusetts, conhecido por suas contribuições à geometria algébrica e também reconhecido geralmente como um dos mais destacados professores nesta área.
Foi palestrante plenário do Congresso Internacional de Matemáticos em Moscou (1966: The Étale Topology of Schemes).